# Wiel van Stare gmajne

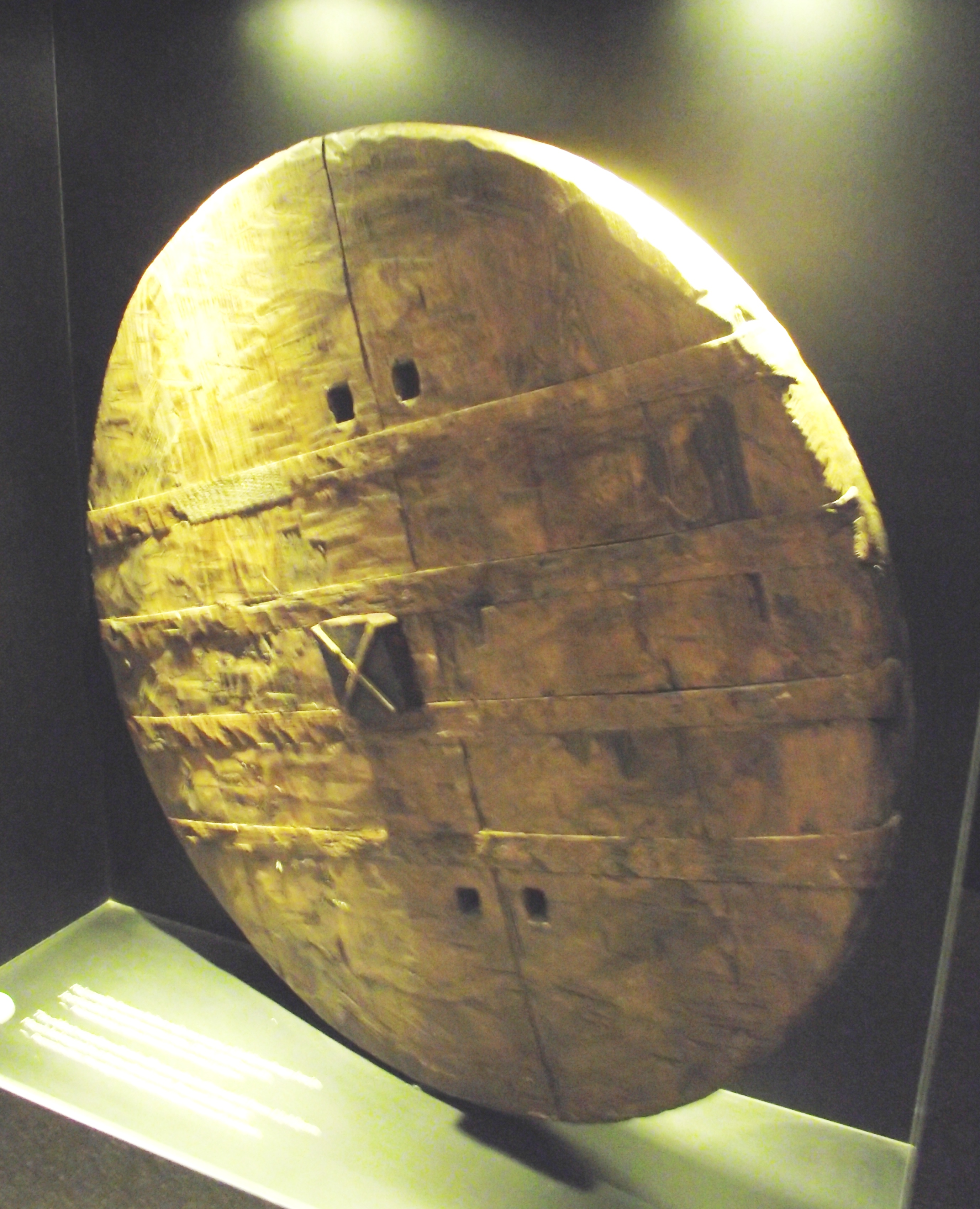
Reconstructie van het wiel

Het wiel van Stare gmajne is een houten wiel dat in 2002 werd gevonden nabij Vrhnika in de moerassen van Ljubljana, zo'n 20 kilometer ten zuiden van de Sloveense hoofdstad Ljubljana.
Het wiel werd gevonden door een team van Sloveense archeologen van het Archeologisch Instituut van Ljubljana onder leiding van Anton Velušček.
C14-dateringen verricht in het VERA-centrum in Wenen gaven een datering van ± 5.150 BP (3340-3030 cal v.Chr., de as 3360-3045 cal v.Chr.). Dit plaatst het in de kopertijd en maakt het het oudste tot nu toe ontdekte houten wiel. De nederzetting van Stare gmajne toont relaties met de Badencultuur.

## Vindplaats
Al in 1875 werden er in de moerassen van Ljubljana restanten van paalwoningen gevonden. Sinds 2011 staan deze op de door de UNESCO aangewezen Werelderfgoedlijst als deel van de prehistorische paalwoningen in de Alpen. Men heeft er meer dan duizend houten funderingspalen gevonden. De gereconstrueerde woningen waren ongeveer 3,5 bij 7 m groot, en stonden op een onderlinge afstand van 2-3 m. Onderzoek toonde aan dat de woningen ieder jaar hersteld werden, en na 10-20 jaar op dezelfde plaats vervangen werden door een nieuw huis.
De oudste bewoning ter plaatse dateerde al van het mesolithicum, zo'n 9.000 BP. Dit waren tijdelijke woonplaatsen op geïsoleerde rotsen in het moeras en aan de randen. De bewoners leefden van jagen en verzamelen. Pas in het neolithicum met de aankomst van de eerste landbouwers omstreeks 6.500 BP werden de eerste permanente nederzettingen gebouwd.

## Het wiel
Het wiel behoorde waarschijnlijk tot een tweewielige handkar. Gelijksoortige wielen zijn gevonden in Zwitserland en Zuidwest-Duitsland, maar het Stare gmajne-wiel is groter en ouder. 
Het heeft een diameter van 72 cm en een dikte van 5 cm en is gemaakt van essenhout, de as is 124 cm lang en van eikenhout. De as was aan het wiel bevestigd met eikenhouten wiggen. Samen met het vierkante verbindingsgat betekent dit dat de as meedraaide. Het hout van het wiel was afkomstig van een boom die in de omgeving opgroeide en bij het vellen rond 80 jaar oud was.
Ter conservering werd het wiel naar het Römisch-Germanisches Zentralmuseum in Mainz gebracht. Na voltooiing hiervan werd het op 18 december 2012 teruggegeven aan het Stedelijk Museum van Ljubljana, waar het sinds 24 mei 2013 voor het publiek zichtbaar is.